# Deconstrucción

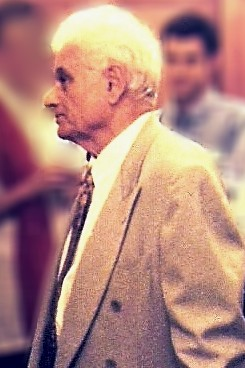
Jacques Derrida, filósofo creador del concepto de Deconstrucción.

Deconstrucción es un enfoque utilizado para comprender la relación entre texto y significado. Fue originado por el filósofo Jacques Derrida, quien definió el término de diversas formas a lo largo de su carrera. En su forma más simple, puede considerarse como una crítica del platonismo y la idea de formas verdaderas, o esencias, que tienen prioridad sobre las apariencias. La deconstrucción, en cambio, pone el énfasis en la apariencia, o sugiere, al menos, que la esencia se encuentra en la apariencia. Derrida diría que la diferencia es "indecidible", en el sentido de que no se puede discernir en las experiencias cotidianas. 
La deconstrucción percibe que el lenguaje, especialmente los conceptos ideales como verdad y justicia, es irreductiblemente complejo, inestable o imposible de determinar. Muchos debates de la filosofía continental en torno a la ontología o metafísica, la gnoseología o epistemología, la ética o moral, la estética, la hermenéutica y la filosofía del lenguaje se refieren a las observaciones de Derrida. Desde la década de 1980, estas observaciones han inspirado una serie de empresas teóricas en las humanidades, incluidas las disciplinas del derecho, antropología, historiografía, lingüística, sociolingüística, psicoanálisis, estudios LGBT y feminismo. La deconstrucción también inspiró el deconstructivismo en la arquitectura y sigue siendo importante en el arte, la música y la crítica literaria.

## Visión general
La deconstrucción se basa en el estudio del método implícito en los análisis del pensador Martin Heidegger, fundamentalmente en sus análisis etimológicos de la historia de la filosofía. El concepto de deconstrucción participa a la vez de la filosofía y de la literatura y ha estado muy en boga en especial en Estados Unidos. Si bien es verdad que el término fue utilizado primero por Martín Heidegger, es la obra de Derrida la que ha sistematizado su uso y teorizado su práctica.
El término deconstrucción es la traducción que propone Derrida del término alemán Destruktion, que Heidegger emplea en su libro Ser y tiempo. Derrida estima esta traducción como más pertinente que la traducción clásica de ‘destrucción’ en la medida en que no se trata tanto, dentro de la deconstrucción de la metafísica, de la reducción a la nada, como de mostrar cómo ella se ha abatido.
En Heidegger, la destruktion conduce al concepto de tiempo; ella debe velar por algunas etapas sucesivas de la experiencia del tiempo que ha sido recubierta por la metafísica haciendo olvidar el sentido originario del ser como ser temporal.
Las tres etapas de esta deconstrucción se siguen en busca de la historia:
- la doctrina kantiana del esquematismo y el tiempo como etapa prealable de una problemática de la temporalidad;
- el fundamento ontológico del cogito ergo sum de Descartes y la retoma de la ontología medieval dentro de la problemática de la res cogitans;
- el tratado de Aristóteles sobre el tiempo como discrimen de la base fenoménica y de los límites de la ontología antigua.

Sin embargo, si Heidegger anuncia esta deconstrucción en el fin de la introducción de Sein und Zeit (Ser y tiempo, § 6, pág. 46 de la edición de Jorge Eduardo Rivera, Editorial Universitaria), esta parte —que debía constituir, según el plan de 1927, la segunda de la obra— no ha sido jamás redactada en tanto que tal.
Al menos puede considerarse que otras obras o conferencias la bosquejan parcialmente, comenzando por la obra Kant y el problema de la metafísica, publicado en 1929.
Derrida traduce y recupera la noción de deconstrucción; entiende que la significación de un texto dado (ensayo, novela, artículo de periódico) es el resultado de la diferencia entre las palabras empleadas, ya que no la referencia a las cosas que ellas representan; se trata de una diferencia activa, que trabaja en creux el sentido de cada uno de los vocablos que ella opone, de una manera análoga a la significación diferencial saussuriana en lingüística. Para marcar el carácter activo de esta diferencia (en lugar del carácter pasivo de la diferencia relativa a un juicio contingente del sujeto) Derrida sugiere el término de différance, ‘diferencia’ suerte de palabra baúl que combina diferencia y participio presente del verbo «diferir». En otras palabras, las diferentes significaciones de un texto pueden ser descubiertas descomponiendo la estructura del lenguaje dentro del cual está redactado.
La deconstrucción no debe ser considerada como una teoría de crítica literaria ni mucho menos como una filosofía. Es una estrategia, una nueva práctica de lectura, un archipiélago de actitudes ante el texto. Investiga las condiciones de posibilidad de los sistemas conceptuales de la filosofía pero no debe ser confundida con una búsqueda de las condiciones trascendentales de la posibilidad del conocimiento. La deconstrucción revisa y disuelve el canon en una negación absoluta de significado pero no propone un modelo orgánico alternativo.
Hasta ahora la filosofía tradicional de Occidente (platónico-hegeliana) había presupuesto siempre un escenario de racionalidad sistemática, un dominio del habla sobre la escritura, un mundo en última instancia en el que todo tiene sentido. La deconstrucción se rebela ante este abuso de la racionalidad de herencia hegeliana, proponiendo precisamente lo contrario: la imposibilidad de que los textos literarios tengan el menor sentido.
En esta filosofía tradicional, la obra literaria es considerada como una envoltura retórica en cuyo interior duerme la sabiduría oculta de la Idea a la que el lector debe despertar con el beso semiológico. La obra literaria estaba, en ese sentido, considerada siempre como dotada de una totalidad de sentido.
La deconstrucción afirmará que la envoltura retórica es todo lo que hay y que por ello la obra de arte literaria es irreductible a una idea o un concepto.
En ese sentido la deconstrucción va a negar a la obra literaria el concepto de totalidad al afirmar que el texto no puede ser aprehendido en su globalidad, ya que la escritura circula en un movimiento constante de remisión que convierte a la totalidad en parte de una totalidad mayor que nunca está presente.
De esta forma es imposible enmarcar el texto, es decir crear un interior y un exterior.
«Il n’y a pas de hors-texte», dice Derridá.
En cuanto al sentido, a los ojos de la deconstrucción este es interminablemente alegórico y por lo tanto carece de univocidad y de obviedad.
Al lenguaje se le reconoce una gran complejidad y equívoca riqueza por lo que se aceptan dos tipos de lectura: la unívoca basada en el mensaje transparente y la deconstructiva, que remite a la plasticidad y corporeidad misma de los significantes.
La deconstrucción niega la posibilidad de la denotación pura, de la referencialidad del texto.
Ante la dictadura del canon plantea la democracia de la polisemia, estableciendo que el acto de lectura genera infinitas diseminaciones.
Frente a un texto será imposible determinar una lectura como la buena.
Las lecturas posibles serán así infinitas porque jamás lectura alguna alcanzará el buen sentido.
Por último la deconstrucción se aplica a todos los factores que pueden funcionar como centro estructural de un texto (significado trascendental, contexto, contenido, tema...) de manera que no puedan detener el libre juego de la escritura.
Con todo ello la deconstrucción va a plantear básicamente una disociación hiperanalítica del signo proponiendo una subversiva puesta en escena del significante afirmando que cualquier tipo de texto (literario o no) se presenta no solamente como un fenómeno de comunicación, sino también de significación.
La deconstrucción realiza un planteamiento quiásmico, es decir, se mueve entre la negación-afirmación del símbolo.
Se afirma la autonomía del signo respecto a los significados trascendentales y se niega que la escritura solo remita a sí misma.